# Santa Olalla
Santa Olalla ist eine spanische Gemeinde  (municipio) in der Provinz Toledo der Autonomen Region Kastilien-La Mancha. 2024 hatte die Gemeinde 3.502 Einwohner. Die Gemeindefläche beträgt 72,61 km².

## Lage
Santa Olalla liegt etwa 59 Kilometer westnordwestlich von Toledo und etwa 85 Kilometer südwestlich von Madrid in einer Höhe von ca. 490 m. Durch die Gemeinde führt die Autovía A-5.

## Bevölkerungsentwicklung
| Jahr      | 1900  | 1910  | 1920  | 1930  | 1940  | 1950  | 1960  | 1970  | 1981  | 1991  | 2001  | 2011  | 2021  |
| --------- | ----- | ----- | ----- | ----- | ----- | ----- | ----- | ----- | ----- | ----- | ----- | ----- | ----- |
| Einwohner | 2.187 | 2.490 | 2.755 | 2.978 | 2.343 | 2.651 | 2.550 | 2.100 | 1.928 | 2.269 | 2.536 | 3.511 | 3.391 |

## Sehenswürdigkeiten
- Julianuskirche (Iglesia de San Julián)
- Peterskirche (Iglesia de San Pedro Apostól)

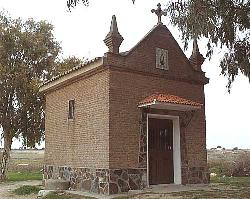
Blasiuskapelle
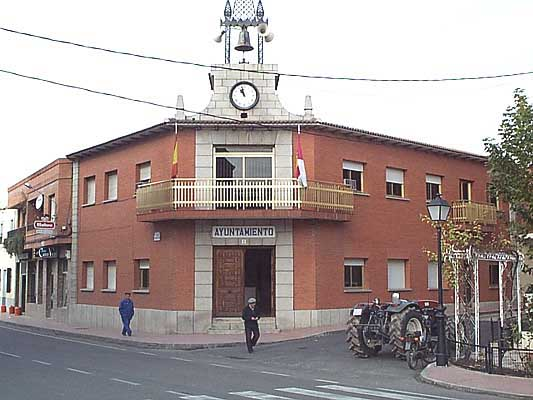
Rathaus

- Christopheruskapelle
- Sebastianuskapelle

- Blasiuskapelle
- Rathaus

## Bekannte Personen der Gemeinde
- Cristóbal de Fonseca (1550–1621), Augustiner und Schriftsteller
- Francisco Hurtado de Mendoza y Ribera (1573–1634), Bischof von Salamanca (1616–1621), Bischof von Pamplona (1621–1622), Bischof von Málaga (1622–1627) und Bischof von Plasencia (1627–1630)